# Hylaeus basirufus
Hylaeus basirufus är en biart som först beskrevs av Joseph Vachal 1910.  Hylaeus basirufus ingår i släktet citronbin, och familjen korttungebin. Inga underarter finns listade i Catalogue of Life.